# Tissues and Issues
Tissues and Issues è il quinto album in studio della cantante britannica Charlotte Church, pubblicato nel 2005.
Si tratta del primo album puramente pop dell'artista, già interprete di crossover classico e operatic pop.

## Tracce
1. Call My Name – 3:00 (Church, Hector, White)
2. Crazy Chick – 3:08 (Sarah Buras, Wirlie Morris, Fitzgerald Scott)
3. Moodswings (To Come at Me Like That) – 3:11 (Maureen Collin, Kalenna Harper, Gary Smith, Malik Mason Williams, Fitzgerald Scott)
4. Show a Little Faith – 4:38 (John Beck, Steve Chrisanthou, Charles Hutchinson)
5. Finding My Own Way – 4:07 (Church, Marcella Detroit, Cliff Masters)
6. Let's Be Alone – 3:47 (Guy Chambers, Church)
7. Easy to Forget – 4:25 (Church, Rob Davis, Detroit)
8. Fool No More – 3:52 (Church, Mark Read, Graham Stack)
9. Easy Way Out – 4:35 (Gary Barlow, Church, Eliot Kennedy)
10. Casualty of Love – 3:55 (Chambers, Church)
11. Even God – 4:10 (Rick Nowels, George O'Dowd, John Themis)
12. Confessional Song – 5:07 (Chambers, Church)